# Hylarana florensis
Hylarana florensis är en groddjursart som först beskrevs av George Albert Boulenger 1897.  Hylarana florensis ingår i släktet Hylarana och familjen egentliga grodor. IUCN kategoriserar arten globalt som livskraftig. Inga underarter finns listade i Catalogue of Life.